# Ixhuatán
Ixhuatán es una localidad del estado mexicano de Chiapas, cabecera del municipio homónimo. 

## Geografía
La localidad está ubicada en la posición 17°17′33″N 93°0′31″O / 17.29250, -93.00861, a una altitud de 498 m s. n. m.
Según la clasificación climática de Köppen, el clima corresponde al tipo Am - tropical monzónico).

## Toponimia
La zona actualmente conocida como Ixhuatán recibía anteriormente el nombre de Aguaima que significa "lugar de la hoja verde". Según el Gran Diccionario Náhuatl, la palabra Izhuatl significa «hoja de árbol».

## Demografía
Cuenta con 3674 habitantes lo que representa un incremento promedio de 0.15% anual en el período 2010-2020 sobre la base de los 3621 habitantes registrados en el censo anterior. Ocupa una superficie de 0.9596 km², lo que determina al año 2020 una densidad de 3829 hab/km².
| Gráfica de evolución demográfica de Ixhuatán entre 2000 y 2020    |
|                                                                   |
| Fuente: Instituto Nacional de Estadística Geografía e Informática |

En el año 2010 estaba clasificada como una localidad de grado alto de vulnerabilidad social.
La población de Ixhuatán está mayoritariamente alfabetizada (6.42% de personas analfabetas al año 2020) con un grado de escolarización en torno de los 8 años. El 9.06% de la población es indígena.